# Купра-Мариттима
Купра-Мариттима (итал. Cupra Marittima) — коммуна в Италии, располагается в регионе Марке, в провинции Асколи-Пичено.
Население составляет 5252 человек (2008 г.), плотность населения составляет 303 чел./км². Занимает площадь 17 км². Почтовый индекс — 63012. Телефонный код — 0735.
Покровителем коммуны почитается святой Васс, празднование 5 декабря.

## Демография
Динамика населения:

## Администрация коммуны
- Официальный сайт: http://www.comune.cupra-marittima.ap.it/